# パブロ・ソロサバル

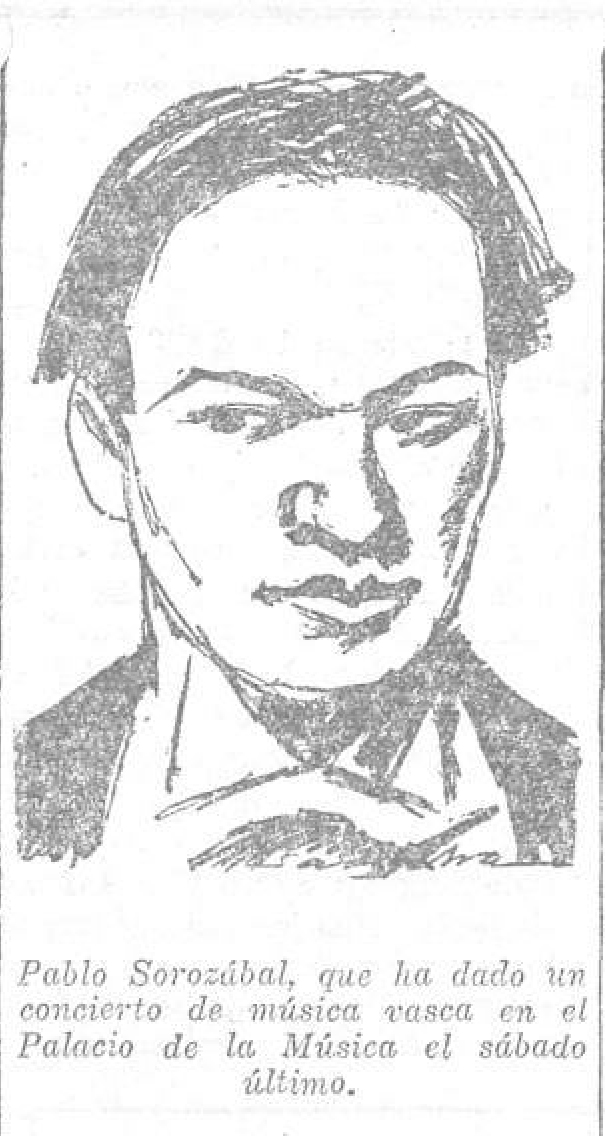
1928年

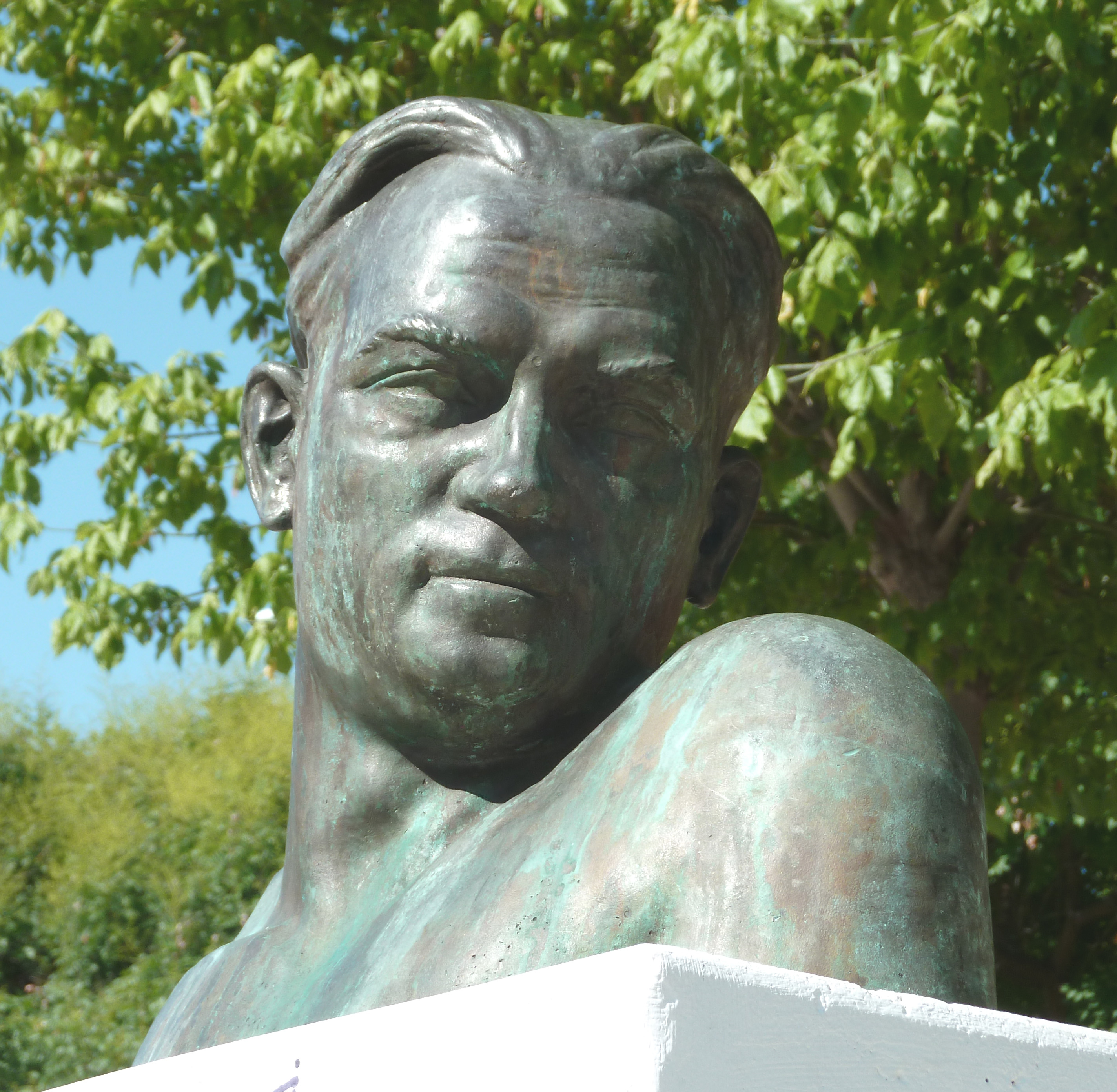
マドリードにあるソロサバルの胸像

パブロ・ソロサバル（Pablo Sorozábal, 1897年-1988年）は、芸術音楽と映画音楽の両方で活躍したスペインの作曲家。サン・セバスティアン生まれのバスク人。
地元サン・セバスティアンとマドリードで学んだ後、ライプツィヒに留学、さらにベルリン高等音楽学校に学ぶが、音楽理論の教師としてはアルノルト・シェーンベルクよりもフリードリヒ・コッホに好意を寄せていた。ドイツ時代に指揮者デビューを果たし、その後も指揮台が音楽活動の中心となった。ライプツィヒ時代の演奏会用の作品に、《バスク組曲 Suite vasca 》（1923年）、《バスクの二つの点描 Dos apuntes Vascos 》（1925年）、《バスクの主題による交響的変奏曲》（1927年）がある。ドイツ時代でおそらく最上の作品は、ハイネの詩に曲付けされた、メゾソプラノと管弦楽のための《7つのリート》（1929年）であろう。後期作品では合唱と管弦楽のための葬送行進曲《ゲルニカ》（1966年）が目立っている。オーケストラ伴奏つきの合唱曲では、1946年の映画音楽「 Jai-Alai 」が出典の《聖母マリア様 Maite 》と、1956年の《バスクの大地よ ¡Ay, tierra vasca! 》が、バスク人の心を捉えて離さない。
サルスエラ《カチューシャ Katiuska 》（1931年）が最初の舞台作品で、それに続く20曲ほどのサルスエラは、確かな舞台感覚によって、抒情的な煌きと比類のない管弦楽法を組み合わせている。最も愛されているのは、「マドリッド風」のコメディ《一輪の薔薇 La del manojo de rosas 》（1934年）や、大西洋岸を舞台とした「大西洋ロマンス」《港の居酒屋 La tabernera del puerto 》（1936年）がある。
ソロサバルは自由主義に共感していたため、スペイン内戦の後では孤立状態のようになり、後期のサルスエラはマドリッドでは初演されなくなったか、初演されてもあまり重要でない劇場で行われた。このような後期作品に、野心作の諷刺ロマンス《道化のブラック Black, el payaso 》（1942年）や、スキーを主題としたミュージカル《 Don Manolito 》（1943年）も含まれる。ソロサバルは映画音楽も手懸けており、とりわけ有名なものにスペイン映画《汚れなき悪戯 Marcelino Pan y Vino 》（1955年）の主題歌がある。
マドリード交響楽団の指揮者としての任期は、ドミートリイ・ショスタコーヴィチの《レニングラード交響曲》の指揮を拒否したことで、1952年に突如として終わりを迎えた。音楽喜劇《 Las de Caín 》はサルスエラ座で1958年に初演されたものの、歌劇《フアン・ホセ Juan José 》は、1979年のリハーサル中に制作が延期されて以来、今なお上演されていない。

ソロサバルが1988年12月26日にマドリードで死去したとともに、ロマン主義的なサルスエラの創作史も終幕を迎えた。ソロサバルの劇場での活躍と音楽的な機転は、サルスエラの歴史において誰にも劣らない。

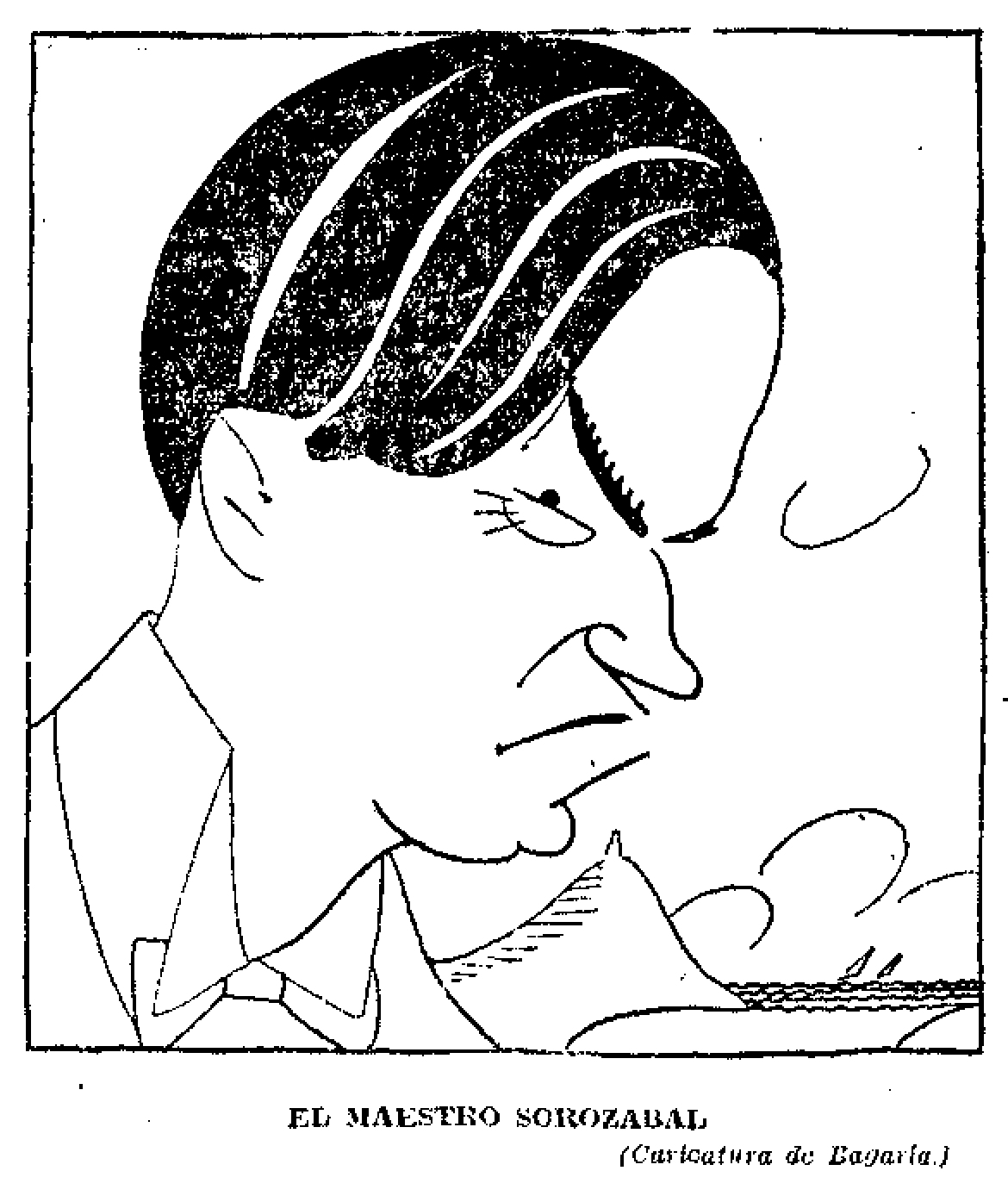
1928年のカリカチュア
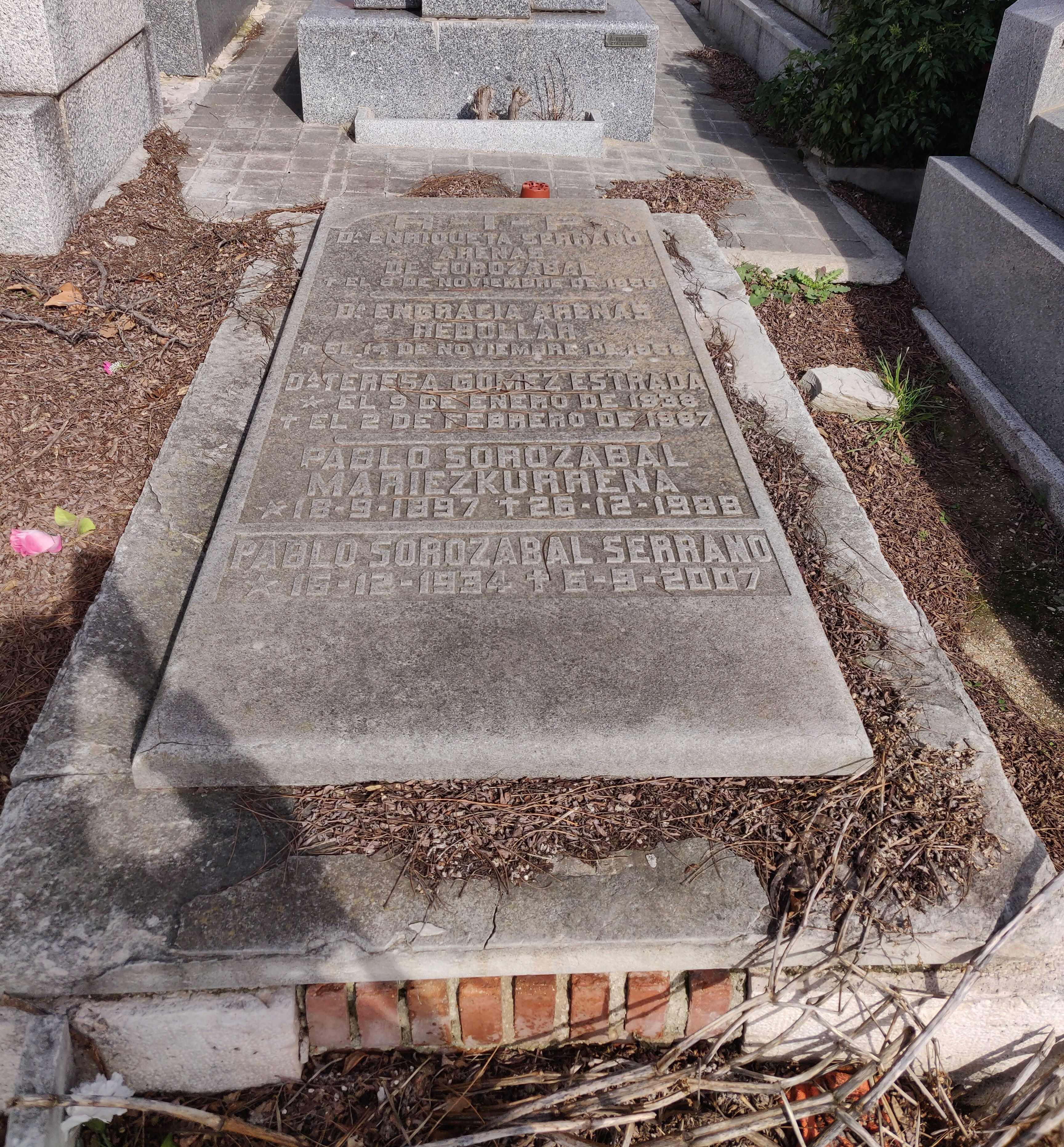
ソロサバルの墓

## 音源
- Marcelino Pan y Vino 1-9
- marcelino pan y vino 9-9
- No Puede Ser
- Placido Domingo "No puede ser" Winners Operalia 2006
- Maite, de Sorozábal, por la Coral Ereintza
- Donostia de Pablo Sorozabal